# Cryptolepis grossi
Cryptolepis — це вимерлий рід доісторичних морських лопастеперих риб, відомий з пізнього девону на території сучасної Східної Європи. Він містить один вид, C. grossi від середнього до пізнього фамену Росії та Латвії. Луски цього виду особливо поширені в девонських місцезнаходженнях Латвії. Його назвали на честь палеонтолога Уолтера Р. Гросса.
Раніше його відносили до родини Megalichthyidae, але зараз вважають невизначеним Osteolepiformes.